# 600 f.Kr.
| 600 f.Kr.          |
| ------------------ |
| Dødsfald - Fødsler |

--

## Begivenheder
- Nebuchadrezzar (babylonisk: Nabu-kudur-uzur = "Nebukanezer") lader Babylons hængende haver bygge.
- Marseille i Frankrig bliver grundlagt.
- Milano i Italien bliver grundlagt (anslået årstal).